# Peter Tom-Petersen

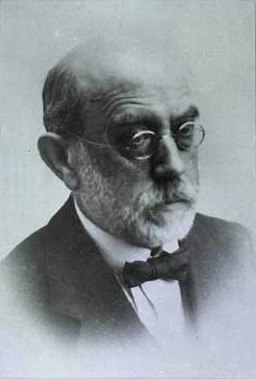
Peter Tom-Petersen

Peter Tom-Petersen (* 5. März 1861 in Thisted; † 27. Juli 1926 in Ærøskøbing) war ein dänischer Radierer und Architekturzeichner.

## Leben
Peter Petersen studierte nach dem Schulbesuch in Maribo von 1877 bis 1881 an der Königlich Dänischen Kunstakademie in Kopenhagen. Er war von 1883 bis 1884 Schüler von Léon Bonnat in Paris. Er fertigte Genrebilder und verwandte Motive aus Kopenhagen und Provinzstädten wie Ribe, Faaborg oder Helsingør. In den Jahren 1891 bis 1892 bereiste er Italien. Sein Gemälde „Fra Svendborgsund“ war 1889 bei der Weltausstellung in Paris zu sehen und wurde als französisch honorable ausgezeichnet. Er arbeitete als Illustrator für Zeitschriften, fertigte jedoch hauptsächlich Radierungen. 1905 hielt er sich in Rothenburg ob der Tauber auf und war 1908 in Lübeck und Hamburg tätig. 1920 änderte er den Familiennamen in „Tom-Petersen“ und bezog so den Geburtsnamen seiner Mutter Maren Andrea „Thomsen“ mit ein.
Radierungen (Auswahl)
- Klokketaarnet i Faaborg (Op. 26) Glockenturm in Faaborg
- St. Peters Mølle (Op. 36) Vierflügelturmwindmühle
- Det Kanneworffske Hus pa Kongens Nytorv (Op. 43) „Kanneworffs Hus“ am Kongens Nytorv in Kopenhagen
- Den gamle Bispegaard i Ribe (Op. 46) die alte Bispegaard in Ribe
- Fra Rothenburg (Op. 69) Bildnis mit Röderbogen und Markusturm
- Christianshavns Kanal (Op. 86) Kanalansicht aus Christianshavn

Ölgemälde
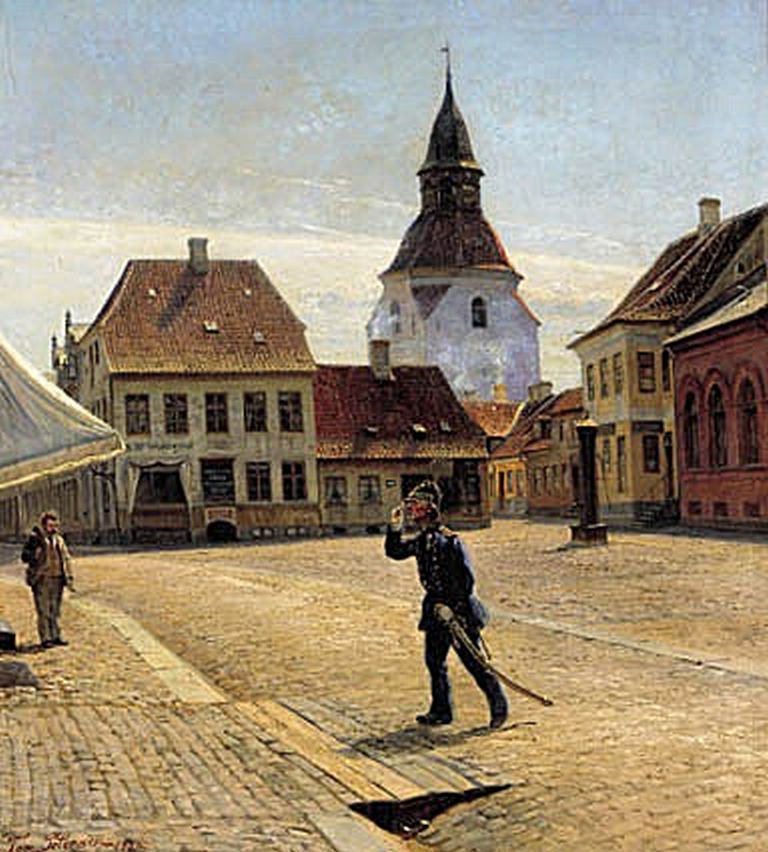
Faaborg mit Glockenturm
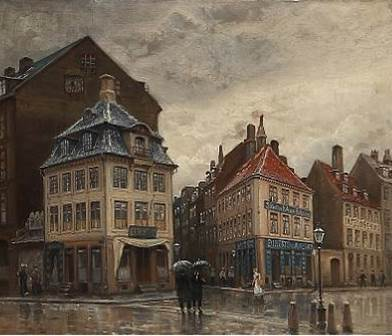
„Kanneworffs Hus“ (links) Kongens Nytorv Kopenhagen